# Richie Rich (músico)
Richie Rich (nacido como Richard Serrel) es un rapero de Oakland, California. Tuvo algo de éxito con la canción "Let's Ride", y apareció en una versión del "I Got 5 On It" de The Luniz. Fue una de las primeras influencias del rapero Snoop Dogg, en el estilo vocal (ambos rapean relajadamente, arrastrando las palabras) y en el nombre de sus grupos, ya que Snoop declaró que 213 (de Snoop, Nate Dogg y Warren G) fue inspirado por el grupo de Richie, llamado 415 por ser el prefijo local de Oakland. En declaraciones del propio Snoop: "La razón por la que formé 213 es porque Richie Rich tenía un grupo llamado 415. Yo era un amante de su estilo y voz, y lo incorporé en mi estilo cuando empecé a rapear".
También es conocido por su trabajo con su amigo Tupac Shakur, con el que solía colaborar a mediados de la década de los 90.

## Discografía

### Álbumes de estudio
- 1990: Don't Do It
- 1996: Half Thang
- 1996: Seasoned Veteran
- 2000: The Game
- 2002: Nixon Pryor Roundtree

### Álbumes en grupo
- 1988: 41Fivin (con 415)
- 1999: Big League Records Greatest Hits (con 415 & D-Loc)

### Recopilatorios
- 2000: Greatest Hits
- 2004: Grabs, Snatches & Takes